# Arborek
Arborek (indonesisch Pulau Arborek, ehemals Airborei) ist eine kleine Insel des Archipels von Raja Ampat vor der Küste Westneuguineas (Indonesien).

## Geographie

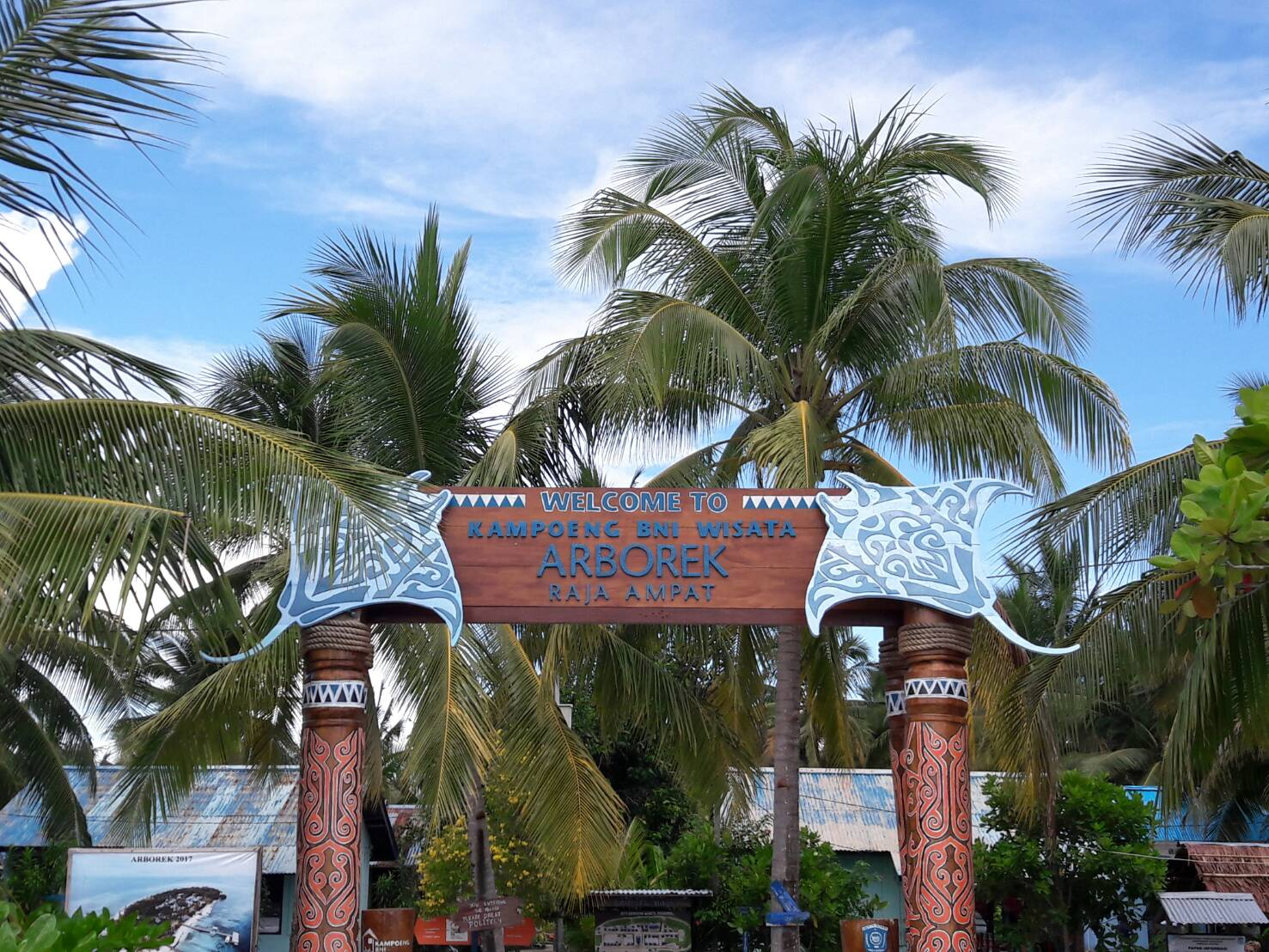
Kampung Arborek

Arborek liegt in der Dampierstraße, nordwestlich der Insel Mansuar und südlich der Insel Gam. Sie gehört zum Distrikt Meosmanswar (Regierungsbezirk Raja Ampat, Provinz Papua Barat Daya).

## Einwohner
Arborek bildet ein eigenes Desa innerhalb des Distrikts, zu dem auch noch ein Teil der Insel Gam gehört. 2010 lebten hier insgesamt 115 Menschen.